# صيد من الأمواج

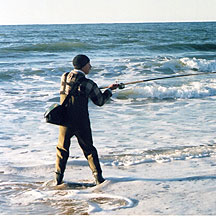
صياد من الأمواج

الصيد من الأمواج (بالإنجليزية: Surf fishing)‏ هو تقنية صيد بحري تُمارس من الصخور أو الشواطئ في منطقة الأمواج. هو مصطلح عام، قد يشمل أو لا يشمل إلقاء الطُعم، ويشير إلى جميع أنواع صيد الأسماك على الشاطئ - من الشواطئ الرملية والصخرية، أو الأرصفة الصخرية، أو حتى أرصفة الصيد. يشير مصطلحا (surfcasting) أو (beachcasting) بشكل أكثر تحديدًا إلى صيد الأسماك في الأمواج من الشاطئ عن طريق الصيد في الأمواج عند أو بالقرب من الشاطئ. مع بعض الاستثناءات، يتم صيد الأسماك في المياه المالحة. المفهوم الخاطئ الأكثر شيوعًا حول صيد الأسماك في الأمواج هو فكرة أنه يجب على المرء أن يلقي بأقصى مسافة ممكنة من أجل الوصول إلى الأسماك. على الشواطئ الموجودة على الساحل الغربي للولايات المتحدة، وفي الواقع، في معظم الشواطئ حول العالم، كل ما عليك فعله هو وضع الطُعم في المياه التي يصل عمقها إلى ركبتيك فقط. يُشار إلى هذه العملية باسم صيد الأسماك في المياه الضحلة.

## المعدات

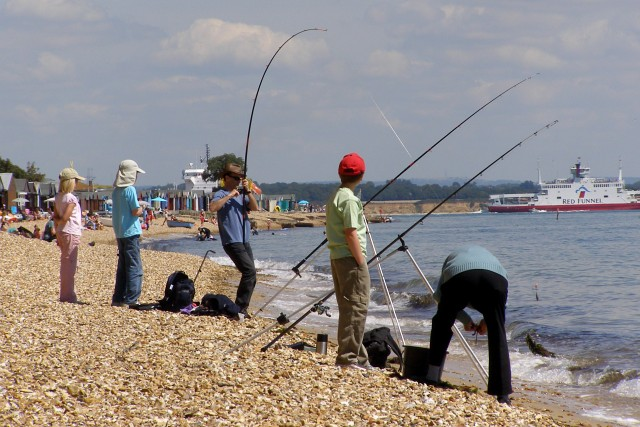
صيد الأسماك في الأمواج في كالشوت، هامبشاير

الفكرة الأساسية لصيد الأسماك بالصنارة على الشاطئ هي رمي الطُعم في الماء إلى أبعد مسافة ممكنة للوصول إلى الأسماك المستهدفة من الشاطئ. قد يتطلب هذا أو لا يتطلب مسافات طويلة للصب. يمكن ممارسة صيد الأسماك الأساسية في الأمواج باستخدام قضيب صيد يبلغ طوله بين 7 أقدام و18 قدمًا، مع قسم مؤخرة ممتد، ومجهز ببكرة صيد دوارة أو تقليدية (بكرة دوارة) بحجم مناسب. بالإضافة إلى القضيب والبكرة، يحتاج صياد الأمواج إلى معدات طرفية وطعم. المعدات الموجودة في الطرف البعيد من الخط هي: الخطافات، والمحاور، والمدورات.
تُعد معدات صيد الأسماك مثل معدات الصيد ذات الغطاء الواقي أدوات أساسية للصيادين الذين يستهدفون الأسماك من الشواطئ والسواحل. تتكون مجموعة سنود (snood rig)، المعروفة بفعاليتها في ظروف الأمواج المضطربة، من عدة خطافات تتفرع من الخط الرئيسي، وكل منها متصل بخطوط أقصر تسمى سنود. يساعد هذا الإعداد على تقديم الطعم على أعماق مختلفة في عمود الماء، مما يزيد من فرص جذب الأسماك التي قد تتغذى بالقرب من القاع أو أعلى في الماء. إن تنوع معدات الصيد هذه يجعلها مثالية للتكيف مع ظروف الأمواج المختلفة وسلوكيات الأسماك، مما يضمن للصيادين فرصة أفضل للنجاح في اصطياد مجموعة متنوعة من الأنواع من الشاطئ.
عادةً ما يمتلك هواة صيد الأسماك على الأمواج مجموعة متنوعة من الأدوات الطرفية وغيرها، مع قضبان صيد وبكرات بأطوال وحركات مختلفة، وطعوم وأشكال مختلفة بأوزان وقدرات مختلفة. اعتمادًا على ظروف الصيد ونوع الأسماك التي يحاولون اصطيادها، يقوم هؤلاء الصيادون بتخصيص الطعم وأدوات الصيد الطرفية للقضيب والبكرة وحجم ونوع الأسماك المستهدفة. يجب تصميم البكرات والمعدات الأخرى بحيث تقاوم التأثيرات التآكلية والكاشطة للملح والرمل.
صيادو الأمواج الذين يستخدمون الطعوم الاصطناعية، يقومون بإلقائها واسترجاعها لجذب الأسماك المستهدفة. هناك المئات من الطعوم المختلفة الفعالة لصيد الأسماك في الأمواج، مثل الملاعق، والمقابس، والبلاستيك الناعم، والطعوم الصناعية. يمكن شراء معظمها من متاجر الطُعم والأدوات المحلية، أو من تجار أدوات الصيد عبر الإنترنت، أو من معارض أدوات الصيد أو من كتالوجات صيد الأسماك المتخصصة. يحمل معظم هواة صيد الأسماك على متن الأمواج "حقيبة ركوب الأمواج" التي تحتوي على مجموعة مختارة من الطعوم لتسهيل التغيير السريع للطعوم المناسبة لظروف الصيد الحالية، مما يوفر رحلات العودة إلى الشاطئ أو السيارة لتغيير المعدات.
يستخدم صيادو الأمواج وممارسو رياضة ركوب الأمواج العديد من العناصر الأخرى من المعدات بشكل شائع لتحسين الراحة والسهولة والفعالية. ومن بين هذه الأدوات الخواضون، الذين يستخدمون للخوض في الأمواج للحصول على مسافة من الشاطئ عند إلقاء الطُعم. تعتبر أحذية الخوض الطويلة التي يصل طولها إلى الصدر هي الأكثر شعبية، من أجل توفير قدر من الحماية ضد الأمواج العاتية التي يمكن أن تغمر بسهولة أحذية الخوض الطويلة التي يصل طولها إلى الورك. بالإضافة إلى المدى الإضافي الذي توفره الخوض من الشاطئ، توفر الخواضات موطئ قدم محسن، وحماية للأقدام والساقين من الأجسام السفلية الحادة والأسماك والقشريات اللاذعة/العاضة، والحماية من درجات حرارة الماء الباردة. يفضل معظم صيادي الأمواج ارتداء خواضات ذات أحذية مدمجة على النماذج ذات الأقدام الجوربية، وهو ما يقضي على ميل الرمال والصخور إلى إيجاد طريقها بين الحذاء وخواضات. في المناطق التي يتكون فيها القاع من صخور زلقة أو عند الصيد من أرصفة صخرية مليئة بالطحالب واللزجة، يتم استخدام الأحذية أو المرفقات ذات المسامير لتحسين موطئ القدم وتعزيز السلامة.
يتم صيد الأسماك في الأمواج في كثير من الأحيان في الليل لمتابعة عادات التغذية الليلية للعديد من الأنواع المستهدفة. يضيف العديد من صيادي الأمواج عناصر مثل المصابيح الكهربائية ومصابيح الرأس وعصي الإضاءة وغيرها من المعدات لتسهيل صيد الأسماك ليلاً.
عند صيد الأسماك في الأمواج، من المهم أيضًا محاولة معرفة كمية الأدوات الطرفية التي تستخدمها وتحتاجها. عند استخدام الكثير من معدات الصيد الطرفية، يمكن أن يشكل ذلك خطراً على بيئة المحيط إذا انكسرت عن الخط الرئيسي.

## صيد الأسماك على الأمواج
صيد الأسماك على الأمواج (Surfcasting) هو تقنية صيد الأسماك التي تميز صياد الأسماك على الأمواج عن صيادي الشاطئ أو الرصيف أو القوارب العاديين. في كثير من الأحيان يتم استخدام قضبان طويلة للغاية لتمديد طول الصب (cast)، في حين يتم استخدام تقنيات الصب المتخصصة باستخدام اليدين لرمي الطُعم لمسافات إضافية مطلوبة في كثير من الحالات للوصول إلى الأسماك الساحلية التي تتغذى.
تعتبر رياضة الصيد بالصنارة رياضة قائمة بذاتها، حيث يحمل داني مويسكوبس الرقم القياسي العالمي بإلقاء مسافة 286.63 مترًا (313.46 ياردة).
يُعرف أيضًا باسم التزلج على الأمواج (Extreme Surfcasting) وهو نوع مختلف من صيد الأسماك في الأمواج ويتضمن ارتداء بدلة غوص وزعانف والسباحة في المحيط باستخدام عمود صيد الأسماك في الأمواج. تم اختراع رياضة التزلج على الجليد في مونتاوك، نيويورك في عام 1995. المصطلح الذي هو مزيج بين "التزلج" و "صيد الأسماك" لوصف ما يحدث إذا تمكن الصياد من اصطياد سمكة كبيرة بما يكفي وسحبه عبر المحيط مثل المتزلج على الماء. وبدون الاستفادة من القارب أو الأرض، يعتبر القتال، في نظر الصيادين على أي حال، على أساس أكثر مساواة. يسبح المتزلجون أحيانًا مئات الأمتار من الشاطئ إلى الماء فوق رؤوسهم، بفضل زعانفهم وقدرة بدلاتهم المائية على الطفو، حيث تمكنهم من البقاء طافيين.
يعتبر صيد الأسماك باستخدام بدلة الغوص (Wetsuit Surfcasting) شكلاً آخر من أشكال صيد الأسماك على الأمواج، حيث يرتدي الصياد بدلة غوص بها مسامير على قدميه، ويسبح إلى صخرة يصطاد منها أسماك القاروص المخطط. وهذا يختلف عن التزلج في أن الصياد يبقى واقفًا على الهيكل بدلاً من أن يطفو. ومع ذلك، تظل الأسماك المستهدفة هي نفسها. تم اختراع هذه الطريقة في صيد الأسماك بالصنارة في مونتوك، نيويورك، في منتصف القرن العشرين وتم ترويجها من قبل الصيادين مثل جاك يي، وفريد كالكشتاين، وجون برونو، وبيل جاكوب. لا يزال هذا التقليد يُمارس اليوم بين جيل جديد من الصيادين، ومع ذلك، بسبب زيادة أعداد أسماك القرش المحلية واللقاءات، فإن شعبيته تتضاءل.

## صيد السمك على الشاطئ
في بريطانيا، يطلق علىصيد الأسماك على الأمواج اسم صيد الأسماك على الشاطئ (beachcasting). إنه شكل شائع من أشكال الصيد والذي يتم تنفيذه في جميع أنحاء ساحل الجزر البريطانية. يستخدم صيادو الأسماك على الشاطئ قضبان صيد طويلة جدًا، عادةً ما يتراوح طولها بين 12 و16 قدمًا. يقف الصياد على الشاطئ أو خط الساحل ويلقي بالطعم في البحر باستخدام عوامة مملوءة بالماء أو وزن من الرصاص يتراوح وزنه بين 120 جرامًا و200 جرام. قد يشمل الطعم المستخدم في هذا النوع من الصيد البطلينوس، وبلح البحر، ودودة البحر، وكثيرات الأهداب، وسمك الرمل، وسمك الاسقمري، والسبيدج، وسرطان البحر المقشر، أو سمك الحلاقة. بالإضافة إلى ذلك، يمكن استخدام الذباب الاصطناعي أو حتى المغازل لصيد أنواع مثل الماكريل أو الباس. وهي هواية شائعة في المناطق الساحلية في اسكتلندا وإنجلترا وويلز وأيرلندا وغالبًا ما تؤدي إلى اصطياد عينات كبيرة من العديد من أنواع الأسماك، بما في ذلك: السمك المفلطح، والقاروص، والبقلة، والنازلي، والبلوق، والدنيس الأسود، وكلب البحر، والجرجور الأملس، وسمك الثور، والشفنينيات، والجلاد الكلبي.

## المخاطر
كما هو الحال مع أي رياضة مائية، لا بد من الحرص على المشاركة بأمان في هذه الرياضة. يتم ممارسة الكثير من صيد الأسماك في ظل ظروف أمواج المياه البيضاء القاسية. يمكن أن تتسبب الأمواج القوية والتيارات السفلية القوية في إصابات خطيرة أو الوفاة إذا لم يتم الاهتمام بالسلامة بشكل صحيح.
ينبغي استكشاف مناطق الصيد في ظروف المد والجزر المنخفض لملاحظة الانخفاضات المفاجئة أو الظروف الخطيرة المخفية أثناء المد والجزر العالي. يجب على أي صياد يرتدي سترة الصيد أن يرتدي حزام سترة الصيد لمنعها من الامتلاء بالماء في حالة سقوطه في الأمواج. ينبغي ارتداء الأحذية المذكورة أعلاه في أي مكان توجد فيه صخور أو أصداف زلقة تحت الأقدام. يجب أن يؤخذ في الاعتبار استخدام سترات التعويم الشخصية (PFD) خاصة عند الصيد بمفردك في الأمواج الكبيرة أو على الأرصفة.
نظرًا لأن الطعوم والخطافات تحتوي على نقاط حادة، فيجب الحرص على عدم تعليق نفسك أو الآخرين عند الصيد، خاصة عند القيام بعمليات صيد بكامل القوة باستخدام اليدين والتي تتطلب منطقة أمان كبيرة خلف الشخص الذي يصطاد السمك. في حالة وقوعك أو وقوع شخص آخر في فخ عن طريق الخطأ، فمن الجيد أن تحمل معك كماشة قطع عالية الجودة قادرة على قطع الخطافات التي تصطاد بها.

## الأصناف المُستهدفة
يمكن استهداف مجموعة واسعة من الأنواع من الأمواج والشاطئ مع اقتصارها فقط على أنواع الأسماك المتوفرة في المنطقة. على الساحل الغربي للولايات المتحدة مثلا، تشمل بعض الأسماك الأكثر طلبًا سمكة الكوربينا الكاليفورنية، وسمك الكرواكر ذو الزعانف المرقطة، وسمك الفرخ المخطط، وبالطبع سمك الهلبوت الكاليفورني. على عكس الساحل الشرقي، فإن الساحل الغربي محدود عندما يتعلق الأمر بصيد أسماك القرش من الأمواج. تشمل أسماك القرش التي يتم اصطيادها بشكل شائع سمك قرش الفهد، وقرش الزعانف الحساء، وقرش السبعة خياشيم. في الساحل الشرقي للولايات المتحدة، يعتبر سمك القاروص ذو قيمة عالية. يمكن صيد هذا النوع من الشاطئ ويتراوح وزنه من بضعة أرطال إلى الرقم القياسي العالمي 78.5 رطل (35.6 كجم). تنتشر الأسماك التي يتراوح وزنها بين 30 إلى 40 رطلاً (15 كجم) على ساحل المحيط الأطلسي الأوسط للولايات المتحدة من نيويورك إلى كارولينا. بعض الأنواع الأخرى المتاحة هي السمك الأزرق، والسمك الأحمر (الأسماك الطبلية الحمراء)، والسمك الأسود، والسمك المفلطح، وسمك سينوسيون (سمك السلمون المرقط البحري)، وسمك التونة البونيتو والألباكور، وسمك البنبان، والإسقمريات، والسنوكس، والخنجولة. حتى أسماك القرش يمكن أن تكون هدفا لصيادي الأمواج.
من ولاية كارولينا الشمالية جنوبًا، يعد سمك الريدفيش (الأسماك الحمراء) أحد أكثر الأسماك المستهدفة من قبل صيادي الأمواج. يستخدم الصيادون قضبانًا يبلغ طولها من 10 إلى 13 قدمًا لصيد الأسماك باستخدام الطعوم مثل البوري المقطوع، والبنكر (المينهدن المقطوع، أو البوجي كما يسميها الصيادون في كارولينا)، والطعم المقطوع من النعأب الأرقط، أو البهاريات، أو السمك الأزرق. تضرب الأسماك الحمراء الطعم بقوة وهي من الأنواع المحبوبة للغاية لصيد الأسماك في الأمواج. لقد أدى الإفراط في صيد هذه الأسماك لسنوات عديدة بسبب جنون سمك النهاش الأحمر في ثمانينيات القرن العشرين إلى فرض حدود صارمة للحجم والصيد الترفيهي، ومع ذلك، يجب على صيادي الأمواج تعلم القواعد المحلية.

## عربات الشاطئ
تسمح العديد من المناطق لمركبات الدفع الرباعي بالدخول إلى الشاطئ. وهذا يسمح لصيادي الأمواج باستكشاف مساحات واسعة من الشاطئ وصيد الأسماك فيها. على الرغم من أن مصطلح "عربة الشاطئ" (beach buggy) قد يُطلق على المركبات الخاصة للنقل على الرمال، إلا أن شاحنات الدفع الرباعي وسيارات الدفع الرباعي ذات الإطارات المنكمشة تُستخدم في كثير من الأحيان في صيد الأسماك في الأمواج. عادة ما تكون هناك حاجة إلى تصاريح ويجب الحصول عليها من السلطات الحكومية أو المحلية المختصة. تتطلب معظمها قائمة إضافية من معدات السلامة وغيرها من المعدات، والتي تسمى أحيانًا مجموعات تصاريح الشاطئ لضمان قدرة السيارة على التنقل بأمان على الرمال الناعمة والاستعداد في حالة تعطل السيارة. قد يكون الوصول إلى عربات الشاطئ صعبًا في بعض الأحيان بسبب إغلاق الشاطئ بسبب تعشيش أنواع الطيور المهددة بالانقراض. غالبًا ما يكون الوصول إلى عربات الشاطئ محل نزاع ساخن بين الجماعات البيئية وعشاق الوصول إلى الشاطئ. لذلك، من الجيد التحقق من القوانين المحلية قبل محاولة قيادة السيارة على الشاطئ. إن القيادة في المناطق المحظورة قد تؤدي إلى عقوبات صارمة.